# Elżbieta Skibińska-Cieńska
Elżbieta Anna Skibińska-Cieńska (ur. 1956) – polska językoznawczyni, prof. dr hab. nauk humanistycznych, profesor w Instytucie Filologii Romańskiej Wydziału Filologicznego Uniwersytetu Wrocławskiego.

## Życiorys
W 1978 ukończyła studia z zakresu filologii romańskiej na Uniwersytecie Wrocławskim, 12 marca 1985 obroniła pracę doktorską Odpowiedniki francuskich przyimków czasowych w polskiej praktyce przekładowej, a 12 października 1999 habilitowała się na podstawie pracy zatytułowanej Przekład a kultura. Elementy kulturowe we francuskich przekładach „Pana Tadeusza”. 30 grudnia 2009 nadano jej tytuł profesora w zakresie nauk humanistycznych.
Jest zatrudniona na stanowisku profesora w Instytucie Filologii Romańskiej na Wydziale Filologicznym Uniwersytetu Wrocławskiego.